# Generování leadů
Generování leadů nebo získávání kontaktů (anglicky lead generation) označuje marketingový proces získávání kontaktů na osoby nebo organizace, které projevily zájem o nabídku dané firmy. Cílem je přeměnit tyto kontakty v potenciální zákazníky. Lead neboli kontakt může vzniknout například vyplněním formuláře, přihlášením k odběru novinek nebo účastí na veletrhu .

## Typy leadů podle trhu

### B2B (business-to-business)
V oblasti B2B se leadem zpravidla rozumí kontakt na osobu s rozhodovací pravomocí, například nákupčího nebo technického ředitele. Proces získávání těchto kontaktů bývá delší a komplexnější než v B2C, a vyžaduje přesnější cílení a sofistikovanou komunikaci .

### B2C (business-to-consumer)
V segmentu B2C lead obvykle představuje kontakt na jednotlivce, který projevil zájem o produkt například registrací v e-shopu. Tento proces bývá kratší a častěji automatizovaný.

## Strategie generování leadů

### Metody generování leadů
Generování leadů může probíhat dvěma hlavními způsoby: pasivní (inbound) a aktivní (outbound) metodou. Inbound strategie využívá například tvorbu hodnotného obsahu, optimalizaci pro vyhledávače (SEO), přítomnost na sociálních sítích či pořádání webinářů. Outbound strategie zahrnuje přímé oslovování, například formou telefonátů, e-mailových kampaní, reklamy (například PPC) nebo osobního kontaktu na veletrzích .

### Nástroje pro generování leadů
Existuje řada digitálních nástrojů, které firmám pomáhají získávat a spravovat leady. Patří mezi ně například LinkedIn Sales Navigator, který slouží pro vyhledávání a oslovení kontaktů v profesní síti . Mezi další používané platformy patří Apollo.io, Lusha a ZoomInfo, které poskytují databáze firemních kontaktů a obchodní signály, často s napojením na CRM systémy . V České republice se používá například nástroj Intedat, zaměřený na vyhledávání zákazníků a dodavatelů v oblasti strojírenství a průmyslu  .

### Interní vs. externí generování
Leady mohou být generovány interně v rámci marketingového oddělení, nebo prostřednictvím externích agentur. Interní týmy mají výhodu v hlubší znalosti značky, zatímco externí poskytovatelé obvykle nabízejí větší škálovatelnost a přístup k existujícím databázím .

### Metodiky kvalifikace leadů
K posouzení kvality leadů se využívají metodiky jako BANT (rozpočet, rozhodovací pravomoc, potřeba, načasování). V B2B prostředí se používají také komplexnější přístupy, například CHAMP nebo MEDDIC .

### Fáze zpracování leadu
Zpracování leadů obvykle zahrnuje několik fází. Prvním krokem je identifikace cílové skupiny, tedy definování ideálního zákazníka . Následuje samotné získání kontaktu prostřednictvím různých marketingových kanálů. Poté se provádí kvalifikace leadu, tedy posouzení jeho relevance, často podle metodiky BANT. V případě potenciálu je s leadem dále pracováno pomocí tzv. lead nurturingu – budování vztahu pomocí obsahu a komunikace . Konečnou fází je předání kontaktu obchodnímu oddělení.

## Právní aspekty
V Evropské unii je generování leadů regulováno Obecným nařízením o ochraně osobních údajů (GDPR). Při zpracování kontaktů je nutné dbát na transparentnost, informovaný souhlas a ochranu dat. V praxi se často používá tzv. double opt-in, tedy potvrzení souhlasu například kliknutím na odkaz v potvrzovacím e-mailu .